# 黄毛仔
《小酋長小黑》是1973年由藤子·F·不二雄原作的漫畫與電視動畫作品。

## 概要
本作為藤子作品中，少見的先推動電視動畫化企畫的作品，藤子負責故事與漫畫連載，人物原案則由宮崎駿擔任，但完成作品已與宮崎當初的設定構想相差甚遠。
內容為一個由非洲叢林到日本來的魔法師「小黑」，被一個男孩所救，因此留在他家報恩的故事，可是因為他的魔法常常出錯，所以產生很多有趣的故事。但原作漫畫於1989年之後就絕版多時，直到2010年5月25日，才由小學館於《藤子‧F‧不二雄大全集》第一期出版書系中，推出全一冊的復刻版，動畫版也在2015年首度DVD化推出影音軟體。
香港播映版本的主題曲，則由戴蘊慧主唱。

## 登場人物
小黑（聲優：肝付兼太、香港配音：方煥蘭）
本故事的主角。
佐良利獅子男（聲優：杉山佳壽子、香港配音：曾慶珏）
與小黑關係很好的愛哭鬼少年。
帕歐帕歐（聲優：水鳥鐵夫）
2腳長了羽毛的大象，小黑的寵物。
小赤（聲優：桂玲子）
小黑的弟弟，紅鬍子是其特徵。
嘉克（聲優：堀絢子→山本嘉子）
從皮里米來的小黑的敵人。
老虎（聲優：山下啟介）
附近的孩子王，總是喜歡欺負著獅子男，不過有懼高症，睡覺的時候會尿床。
阿唐（聲優：堀絢子）
有著令人不快，奸詐狡猾的性格。
富士野高嶺（聲優：惠比壽真沙子、香港配音：孫明貞）
獅子男的同學，以獅子男為首，是附近的男性都仰慕的女神級人物。
佐良利鳥子（聲優：増山江威子）
獅子男的母親。
佐良利滿（聲優：矢田耕司）
獅子男的父親。
老師（聲優：大竹宏）
2年2班的級任老師，獅子男他們的老師。
頑固爺爺
住在附近很頑固的老爺爺，名字是來自於街上的道路，變久津。與個性溫柔的老奶奶兩個人住在一起生活。

## 動畫版製作群
- 原作：藤子・F・不二雄（人物原案：宮崎駿）
- 演出：出崎統
- 作画監督：椛島義夫、北原健雄、杉野昭夫
- 美術監督：龍池昇
- 攝影監督：三沢勝治
- 錄音監督：千葉耕市
- 音楽：三沢郷
- 剪輯：井上和夫
- 錄音技術：星野敏昭
- 効果：片岡陽三
- 演出助手：高屋敷英夫、竹内啓雄
- 原画：富永貞義、平城好孝、佐々門信芳、川尻善昭、新田敏夫、玉沢武、野館誠一 等
- 動画：酒井昭夫、矢田部辰雄、高畑順三郎、堀越新太郎、吉田十四気、杉野左秩子、堀口文夫、秋山恵美子、市野文子、西戸スミ江 等
- 制作進行：永山邦明、山田栄三、高根沢清、池田陽一、波多野恒正
- 上色検査：山名公枝、穴田栄子
- 企画・製作人：楠部三吉郎、引野芳照、石井照子
- 美術：福田尚朗、龍池昇、小林七郎
- 制作協力：Aプロダクション、映音、東京アニメーションフィルム、東洋現像所
- 制作：毎日放送、東京ムービー

## 主題歌
- 片頭曲：
- 片尾曲： 

演唱：（間奏咒語口白：肝付兼太）、作詞：藤子不二雄、作曲：三沢郷

### 每回標題
| 話數 | 播映日期     | 日文標題                       | 中文標題                     |
| ---- | ------------ | ------------------------------ | ---------------------------- |
| 1    | 1973年3月2日 |                                | 小黑大登場！                 |
| 1    | 1973年3月2日 | 平坦坦的報恩                   |                              |
| 2    | 3月9日       |                                | 相當亂七八糟的兜風           |
| 2    | 3月9日       | 把神仙顛倒的平坦坦             |                              |
| 3    | 3月16日      |                                | 帕歐帕歐來了                 |
| 3    | 3月16日      | 交給我來看家！                 |                              |
| 4    | 3月23日      |                                | 槍是小黑的靈魂               |
| 4    | 3月23日      | 我的敵人是豬猩猩               |                              |
| 5    | 3月30日      |                                | 爸爸的慾望壓抑               |
| 5    | 3月30日      | 小赤從空中掉下來了             |                              |
| 6    | 4月6日       |                                | 守護麵包的報恩               |
| 6    | 4月6日       | 無論發生甚麼事情都要把背伸展！ |                              |
| 7    | 4月13日      |                                | 烤地瓜的秘密                 |
| 7    | 4月13日      | 算數那些的都是常識             |                              |
| 8    | 4月20日      |                                | 向前衝吧！帕歐帕歐汽車       |
| 8    | 4月20日      | 小黑是媽媽                     |                              |
| 9    | 4月27日      |                                | 在百貨公司兵荒馬亂           |
| 9    | 4月27日      | 就算想睡也要起來！             |                              |
| 10   | 5月4日       |                                | 完美的鯉躍龍門               |
| 10   | 5月4日       | 逃出去的金剛猩猩               |                              |
| 11   | 5月11日      |                                | 快取下那蘋果！               |
| 11   | 5月11日      | 犯人是誰？                     |                              |
| 12   | 5月18日      |                                | 不要偷窺教室                 |
| 12   | 5月18日      | 就算不要也要買                 |                              |
| 13   | 5月25日      |                                | 只要敲門花就會盛開           |
| 13   | 5月25日      | 魔法大教授！                   |                              |
| 14   | 6月1日       |                                | 小黑在電視機中出現！         |
| 14   | 6月1日       | 老虎尿褲子                     |                              |
| 15   | 6月8日       |                                | 撿到小嬰兒了！               |
| 15   | 6月8日       | 飛吧！帕歐帕歐飛機             |                              |
| 16   | 6月15日      |                                | 穿上內褲的鬥牛犬             |
| 16   | 6月15日      | 伸縮自如的魔法                 |                              |
| 17   | 6月22日      |                                | 高嶺與飛鼠雨傘               |
| 17   | 6月22日      | 顛倒釣魚                       |                              |
| 18   | 6月29日      |                                | 哇！是空中相撞               |
| 18   | 6月29日      | 快抓住帕歐帕歐！               |                              |
| 19   | 7月6日       |                                | 大酋長來了                   |
| 19   | 7月6日       | 魔法讓星星掉下來了             |                              |
| 20   | 7月13日      |                                | 強敵嘉克出現了！             |
| 20   | 7月13日      | 小黑VS.嘉克，夕陽下的對決      |                              |
| 21   | 7月20日      |                                | 海賊鯊魚馬林來了             |
| 21   | 7月20日      | 變成魚的新幹線                 |                              |
| 22   | 7月27日      |                                | 重新復活的恐龍塔波           |
| 22   | 7月27日      | 驚人！從瀑布上下來             |                              |
| 23   | 8月3日       |                                | 出現了！叢林德古拉           |
| 23   | 8月3日       | 笑吧笑吧哈哈呵呵               |                              |
| 24   | 8月10日      |                                | 愛哭鬼珍獸喔伊喔伊           |
| 24   | 8月10日      | 電猴子的露營騷動               |                              |
| 25   | 8月17日      |                                | 小黑向比例米前行             |
| 26   | 8月24日      |                                | 要被吃掉了！大口大口海鷗     |
| 26   | 8月24日      | 小黑音樂零分                   |                              |
| 27   | 8月31日      |                                | 小黑的男子漢之淚             |
| 27   | 8月31日      | 大口大口是夢小偷               |                              |
| 28   | 9月7日       |                                | 討伐叢林大小偷！             |
| 28   | 9月7日       | 音癡少爺要來幫忙大家           |                              |
| 29   | 9月14日      |                                | 啊，我把人魚公主給吃了       |
| 29   | 9月14日      | 叢林裡的透明忍者               |                              |
| 30   | 9月21日      |                                | 媽媽在哪裡!?淚流滿面的潑可碰 |
| 30   | 9月21日      | 嘉克的戀情告吹了！             |                              |
| 31   | 9月28日      |                                | 珍奇異獸全員集合             |
| 31   | 9月28日      | 以大魔法互相和好               |                              |